# Alianza Panafricana por la Justicia Climática
La Alianza Panafricana por la Justicia Climática (abreviado PACJA de sus siglas en inglés Pan African Climate Justice Alliance) es una red de más de 1000 organizaciones de 48 países de África. Tiene su sede en Kenia y está formada por ONGs, organizaciones de base, fideicomisos, fundaciones, comunidades indígenas, agricultores, organizaciones comunitarias y organizaciones religiosas. Aboga por la justicia climática y ambiental y es un consorcio centrado en las personas. Fue fundada por la activista climática Mithika Mwenda.

## Objetivos
La PACJA quiere promover la reducción de la pobreza y desarrollar posiciones basadas en la equidad, que son relevantes para África en la política internacional del cambio climático. La red quiere un entorno global sin las amenazas del cambio climático. El objetivo de la red es ser una plataforma africana para que las organizaciones de la sociedad civil pongan a disposición información, encuentren estrategias, se comprometan con los gobiernos africanos y otras partes interesadas importantes y defiendan la justicia y la equidad en el diálogo internacional sobre el cambio climático. Su objetivo es crear procesos de desarrollo sostenible con el fin de proteger tanto el clima, los derechos humanos y el crecimiento a favor de los pobres.

## Actividades
En 2017, la PACJA creó una petición para evitar que Francia y la UE interfieran en la Iniciativa Africana de Energías Renovables (AREI). La unidad AREI tiene su sede en la sede del Banco Africano de Desarrollo (BAfD) en Abiyán. Organizaciones de docenas de países apoyaron la petición, incluidos grupos como Greenpeace Mauricio, la Red de Cambio Climático de Somalia, la Red de Derechos Humanos y Asistencia Legal de Sudán, Periodistas por el Cambio Climático en Nigeria y Jóvenes Voluntarios por el Medio Ambiente de Zambia. Estos grupos estaban preocupados por la interferencia de la UE y Francia con los planes de inversión en el desarrollo de energías renovables en África.
La PACJA creó los Premios ACCER en 2013 para premiar y mantener la excelencia en el periodismo ambiental.